# IMessage
iMessage là một dịch vụ nhắn tin tức thời phát triển bởi Apple và được giới thiệu với công chúng vào năm 2011. Các tính năng của iMessage được độc quyền trên các nền tảng của Apple như macOS, iOS, iPadOS và watchOS.
Các tính năng cốt lõi của iMessage có sẵn trên toàn bộ các nền tảng được hỗ trợ, bao gồm gửi tin nhắn văn bản, hình ảnh, video và tài liệu; hiển thị trạng thái đã gửi/đã đọc và mã hóa đầu cuối nên chỉ người gửi và người nhận có thể đọc được tin nhắn. Dịch vụ này cũng cho phép gửi dữ liệu định vị và sticker. Trên nền tảng iOS và iPadOS, các lập trình viên bên thứ ba có thể mở rộng các tính năng của iMessage bằng các phần mở rộng tùy chỉnh, ví dụ như chia sẻ nhanh một bài hát bạn đang nghe.
Được ra bắt trên iOS vào năm 2011, iMessage tiếp tục hỗ trợ nền tảng macOS (sau này gọi là OS X) vào năm 2012. Vào năm 2020, Apple đã ra thông báo rằng sẽ có một đợt chỉnh sửa lại ứng dụng nhắn tin này trên macOS với việc cải tiến và bổ sung các tính năng trước đó chưa được hỗ trợ trên phiên bản cũ, bao gồm chia sẻ vị trí và hiệu ứng tin nhắn.

## Lịch sử
iMessage được giới thiệu bởi Scott Forstall tại sự kiện WWDC 2011 vào ngày 6 tháng 6 năm 2011. Một phiên bản của ứng dụng nhắn tin trên iOS với iMessage có sẵn được giới thiệu ở phiên bản iOS 5 vào ngày 12 tháng 10 năm 2011. Vào ngày 16 tháng 2 năm 2012, Apple đã thông báo rằng sẽ có 1 ứng dụng nhắn tin mới để thay thế cho iChat trên phiên bản OS X Mountain Lion. Phiên bản này được giới thiệu vào ngày 25 tháng 6 năm 2012.
Vào ngày 23 tháng 10 năm 2012, CEO của Apple - Tim Cook đã đưa ra thông báo rằng những người sử dụng các thiết bị của Apple đã gửi 300 tỉ tin nhắn qua iMessage và Apple đã gửi trung bình 28 nghìn tin nhắn/giây. Vào tháng 2 năm 2016, Eddy Cue đã thông báo rằng số tin nhắn iMessage gửi mỗi giây đã lên tới hơn 200 nghìn tin nhắn.
Vào tháng 5 năm 2014, Apple đã nhận được một đơn kiện rằng nếu người dùng chuyển từ một thiết bị Apple sang một thiết bị không phải của Apple, họ không thể nhận được tin nhắn được gửi qua iMessage. Để đối phó với vấn đề này, vào tháng 11 năm 2014 Apple đã đưa ra một chỉ dẫn và một công cụ trực tuyến để hủy đăng ký dịch cụ iMessage. Sau đó đơn kiện đã bị bác bỏ bởi một tòa án liên bang.
Vào ngày 21 tháng 3 năm 2016, một nhóm các nhà nghiên cứu tại trường đại học Johns Hopkins đã xuất bản một báo cáo trong đó học đã chứng minh được rằng những kẻ tấn công nếu có mật mã iMessage có thể giải mã ảnh và video được gửi qua dịch vụ này. Tuy nhiên, họ đã công bố sau khi lỗ hổng này được vá bởi Apple nên không có thiệt hại nào.
Vào ngày 13 tháng 6 năm 2016, Apple đã công bố việc bổ sung các ứng dụng bên thứ ba vào dịch vụ iMessage và có thể truy cập thông qua ứng dụng nhắn tin của Apple. Các ứng dụng bên thứ ba có thể tạo, chia sẻ nội dung, thêm các sticker, thanh toán, ... ngay trong cuộc trò chuyện mà không cần chuyển sang các ứng dụng đó. Các lập trình viên đã có thể phát triển các ứng dụng dành riêng cho iMessage hoặc dưới dạng mợ rộng tùy chỉnh với các ứng dụng iOS đã được phát triển trước đó. Các nhà phát hành cũng có thể tạo những ứng dụng sticker mà không viết bất kì dòng mã nào. Theo Sensor Tower, một công ty nghiên cứu thị trường tập trung vào các nền tảng số, tính đến năm 2017 thì iMessage App Store, một tính năng mở rộng cho phép người dùng cài đặt các phần mở rộng bổ sung cho iMessage đã đặt tới mức 5 nghìn ứng dụng.
Ở sự kiện WWDC 2020 diễn ra vào ngày 22 tháng 6 năm 2020, Apple đã giới thiệu với công chúng bản xem trước của phiên bản tiếp theo thuộc hệ điều hành macOS được dự kiến phát hành vào cuối năm 2020. Big Sur đã được ra mắt với ứng dụng nhắn tin được thiết kế lại với rất nhiều tính năng được bổ sung mà trước đây chỉ có trên các thiết bị iOS, chẳng hạn như hiệu ứng tin nhắn, sticker và chia sẻ vị trí.

## Tính năng
iMessage cho phép người dùng gửi tin nhắn văn bản, tài liệu, ảnh, video, thông tin liên lạc và trò chuyện theo nhóm qua Internet tới người dùng iOS hoặc macOS khác. iMessage là một sự thay thế với công nghệ nhắn tin SMS và MMS với những người dùng đang chạy iOS 5 hoặc cao hơn. Cài đặt "Gửi như SMS" phía dưới phần nhắn tin sẽ tự động được bật nếu người gửi không có sẵn kết nối Internet. Nếu người nhận cũng không có kết nối Internet thì tin nhắn sẽ được lưu trữ trên máy chủ cho tới khi kết nối được phục hồi.
iMessage cũng có thể được truy cập thông qua ứng dụng tin nhắn trên một thiết bị iPhone, iPad hoặc iPod Touch chạy iOS 5 hoặc mới hơn hoặc trên một thiết bị Mac chạy hệ điều hành OS X Mountain Lion hoặc mới hơn. Chủ nhân của những thiết bị này có thể đăng ký một hoặc nhiều địa chỉ email với Apple. Ngoài ra, người dùng iPhone có thể đăng ký số điện thoại của họ với Apple và cung cấp nhà quản lý SIM để xem dịch vụ có được hỗ trợ hay không. Khi một tin nhắn gửi tới một số điện thoại, ứng dụng tin nhắn sẽ kiểm tra với Apple xem rằng số điện thoại này đã được đăng ký iMessage hay chưa. Nếu không, tin nhắn sẽ được chuyển từ iMessage sang SMS.

## Công nghệ
Phương thức iMessage sử dụng được dựa trên dịch vụ thông báo đẩy của Apple (APNs) - một giao thức sử dụng mã nhị phân và được độc quyền bởi Apple. Khi sử dụng, phương thức này tạo một kết nối dạng Keep-Alive với những máy chủ của Apple. Mỗi kết nối đều có mã riêng và duy nhất của nó, đóng vai trò như một mã định danh với hệ thống để gửi tin nhắn tới một thiết bị nào đó. Kết nối được mã hóa bởi TLS bằng cách sử dụng chứng chỉ máy khách, chứng chỉ này được Apple cung cấp khi kích hoạt iMessage.

## Nền tảng
iMessage chỉ có thể sử dụng được trên các hệ điều hành của Apple, như là iOS, iPadOS, macOS và watchOS. Không giống như các phần mềm nhắn tin khác, iMessage không hỗ trợ Android hoặc Windows, và nó cũng không có bất kì ứng dụng web nào. Điều này có nghĩa là nếu bạn muốn truy cập iMessage thì bạn phải sử dụng ứng dụng trên một thiết bị sử dụng một trong những hệ điều hành của Apple.

## Ảnh hưởng
Vào ngày 12 tháng 11 năm 2012, Chetan Sharma, một công ty tư vấn chiến lược và công nghệ đã công bố Báo cáo về thị trường dữ liệu di dộng của Hoa Kỳ quý 3 năm 2012. Bản báo cáo này đã ghi nhận sự suy giảm của tần suất nhắn tin văn bản ở Hoa Kỳ và họ cho rằng sự sụt giảm này có thể là do người Mỹ sử dụng các dịch vụ nhắn tin miễn phí thay thế như iMessage.
Vào năm 2017, Google thông báo rằng họ sẽ cạnh tranh với iMessage bằng dịch vụ nhắn tin riêng của họ là Messages (trước đây là Android Messages).

## Bảo mật và riêng tư
Vào ngày 4 tháng 11 năm 2014, EFF đã liệt kê iMessage vào "Thẻ điểm nhắn tin an toàn" của họ và nó nhận được 5 trên 7 điểm của các nhà đánh giá. iMessage nhận dược điểm 5 vì có hệ thống thông tin liên lạc được mã hóa khi vận chuyển, có thông tin liên lạc được mã hóa bằng khóa mà chính nhà cung cấp cũng không truy cập được (Mã hóa E2EE), có hệ thống thông tin liên lạc trước đây nếu khóa bị đánh cắp (bảo mật chuyển tiếp), có thiết kế bảo mật và đã trải qua một cuộc kiểm tra bảo mật độc lập. Tuy nhiên, iMessage bị mất điểm vì người dùng không thể xác minh danh tính của các liên hệ và cũng như mã nguồn không được mở tự do để đánh giá.
Vào tháng 9 năm 2015, Matthew Green đã lưu ý rằng vì iMessage không hiển thị dấu các chuỗi nhận diện khóa để xác minh nên người dùng không thể biết được nếu như có một cuộc tấn công từ phía trung gian. Bài đăng cũng nói rằng iMessage sử dụng khóa RSA và điều này có nghĩa là, trái với những gì EFF tuyên bố thì iMessage không có tính năng giữ bí mật chuyển tiếp.
Vào ngày 7 tháng 8 năm 2018, các nhà nghiên cứu từ dự án Zero đã trình bày 6 lỗ hổng "ít tương tác" trong iMessage để chiếm quyền kiểm soát thiết bị của người dùng. Sau đó, 6 lỗi này đã được vá trong phiên bản iOS 12.4, được phát hành vào ngày 22 tháng 7 năm 2019. Tuy nhiên vẫn còn một số lỗi chưa được tiết lộ sẽ được vá trong những bản cập nhật trong tương lai.
Vào năm 2022, Cơ quan Cảnh sát Đài Loan đã đề nghị người dùng iPhone trong nước tắt iMessage để ngăn chặn thư rác và lừa đảo.